# Grše
Grše, właśc. Grgo Šipek (ur. 22 listopada 1995 w Sinju), chorwacki raper i autor tekstów.

## Życiorys
Grgo Šipek urodził się w Sinju, a wychowywał w Trilju, gdzie rozpoczął swoją karierę muzyczną. Urodził się w rodzinie powiązanej z muzyką rock'n'roll, jego brat Luka jest perkusistą. Przez 10 lat grał regularnie w piłkę nożną. W liceum opuścił klasę z powodu depresji, uzależnienia od używek i hazardu. Jak sam ocenia, to trudne przejścia życiowe skłoniły go do tworzenia muzyki.
Grgo tworzeniem rapu zainteresował się pod koniec szkoły średniej, kiedy wraz ze swoim przyjacielem Mateo Đonliciem, lepiej znanym jako Đona, założył zespół III. Čin (Treći Čin). Działania duetu zostały zawieszone z powodu wyprowadzki Grše z rodzinnego miasta, jednak raper zapowiedział, że III. Čin rozpoczął prace nad pełnoprawnym albumem.
W 2016 roku wyjechał do pracy do Niemiec i jednocześnie na krótki okres dołączył do grupy z Sinja, 6wild. W 2018 roku Grše rozpoczął karierę solową, a rok później przeprowadził się do Splitu, gdzie założył wydawnictwo Blockstar Digital. Pod własnym szyldem Grše wydał dotychczas dwa albumy. Pierwszy z nich, Tilurium (2019), promowany teledyskami do utworów "Badr Hari" oraz "Glas Ulice" został dosyć niespodziewanie dla samego rapera bardzo dobrze przyjęty i wprowadził go do chorwackiego mainstreamu. Drugi album rapera, Platinum (2021) promowały utwory "Gangland", "Zenit" oraz "Highlife". Albumy dotychczas ukazały się wyłącznie w serwisach streamingowych.
10 maja 2021 roku razem z Vojko V wydał singiel "Mamići". Bohater utworu, Zoran Mamić oskarżył raperów o zniesławienie i skierował sprawę do sądu. Ostatecznie były trener Dinama Zagrzeb wycofał pozew.
12 czerwca 2022 opublikowany został teledysk promujący utwory "Sin City" i "Sve za gang". 17 października światło dzienne ujrzał teledysk promujący utwór "SIP".
14 kwietnia 2023 raper opublikował promowany teledyskiem utwór "Mamma mia", który trafił na chorwackie listy przebojów, m.in. na szczyt chorwackiego zestawienia Billboard.
Żonaty z Rafaelą Šipek, ma syna o imieniu Fran (ur. 2022). Jest zwolennikiem równości wszystkich ludzi, popiera feminizm.

## Twórczość
W twórczości Grše bardzo często przewijają się wątki gangsterskie, przez co określany jest bardzo często pejoratywnie jako rap o seksie, przemocy i broni. Raper tłumaczy jednak:

Ludzie muszą zdać sobie z tego sprawę, że za bardzo zagłębiają się w teksty. To, o czym mówię w tekście, nie jest dokumentem, tylko rymem. [...] Czasami ludzie słuchają [muzyki] zbyt powierzchownie i biorą ją zbyt dosłownie. Dla mnie to tylko zabawa.

W autobiograficznym utworze "Suza", dodaje:

Zasady gangsta są fajne, ale nie bierz ich dosłownie,

One są tu po to, by Cię przede wszystkim zabawić.

## Dyskografia
- Tilurium[a] (2019)
- Platinum[a] (2021)